# タイガー&ドラゴン (テレビドラマ)
『タイガー&ドラゴン』は、TBS系で放送された日本のテレビドラマ。脚本は宮藤官九郎。主演は長瀬智也と岡田准一。
2005年1月9日に2時間の単発スペシャルドラマとして放送された。
その後、続編という形で連続ドラマ化され、2005年4月15日から6月24日まで毎週金曜日22:00 - 22:54に、「金曜ドラマ」枠で放送された。

## 概要
「落語」と「ヤクザ」という無縁にも思える2つの要素を取り合わせ、毎回テーマとなる噺に沿うように登場人物に起きるできごとを織り交ぜながら、最終的にはひとつの新しいアレンジ噺として1話完結のコメディに仕上げたトリッキーな作りとなっている。
TBSプロデューサー・磯山晶と脚本・宮藤官九郎のコンビによる、『マンハッタンラブストーリー』（2003年）以来のテレビドラマ。
タイトルはオープニングテーマとして用いられているクレイジーケンバンドの楽曲「タイガー&ドラゴン」に由来する。また当ドラマに登場する2人の主人公、「虎児」（小虎）と「竜二」（小竜）にも掛かっている。
2005年1月のスペシャルドラマで第42回ギャラクシー賞（放送批評懇談会主催）のテレビ部門・選奨を獲得し、同年4月からの連続ドラマで第43回の同賞のテレビ部門・大賞を受賞した。

## 内容
子供の頃に両親が借金を苦に自殺し、「笑い」を忘れて生きてきたヤクザの山崎虎児は、ひょんなことから浅草で落語家の林屋亭どん兵衛の高座を聞いて感動し、弟子入りを志願する。
どん兵衛は虎児が属する新宿流星会の組長から400万円の借金をしていた。そこで虎児は、噺をひとつ習得するごとに10万円の「授業料」（ドラマの途中から20万円に値上げ）をどん兵衛に支払い、それをそのまま「返済金」として虎児に支払うという奇妙な契約をどん兵衛と交わすことになる。
林屋亭門下「林屋亭小虎」として、ヤクザと落語家という二足のわらじを履くこととなった虎児は、裏原宿のダサくて売れない洋服店「ドラゴンソーダ」の店主である谷中竜二と出会う。竜二はどん兵衛の次男であり、かつては「落語の天才」と言われたが、過去のとある事件で廃業したのだった。
やがて林屋亭どん兵衛と新宿流星会組長の間にも浅からぬ縁があったことが明らかになる。

## 登場人物

### 主要人物
山崎 虎児（やまざき とらじ）
演 - 長瀬智也（幼少期：武子直輝）
高座名は林屋亭小虎（はやしやてい ことら）→3代目林屋亭小虎。27歳。幼少時の体験や、生来の笑いのセンスのなさから歌舞伎町一冗談が通じないヤクザだった。借金の取立ての際に偶然見たどん兵衛の高座で笑いに目覚め、どん兵衛に弟子入りしてからは笑いの道を突き進むが、どん兵衛の借金が完済されるまで足を洗うことが出来ないため、「昼は噺家、夜はヤクザ」という二重生活を送るようになる。どん兵衛から教わった古典と、実際に遭遇した出来事をミックスした創作落語を演じ徐々に話題を呼ぶこととなる。癖として、威嚇するかのように舌で口唇を嘗め回し、驚いた時は「ブフォッ！」と発する。スペシャル版でどん太に教えてもらった「タイガータイガーじれっタイガー」（他に「ありがタイガー」「眠タイガー」など、違うパターンもある）を持ちネタにし、高座でつかみとして観客に披露する。とことん不器用だが根は真っ直ぐなところがあり、いつしかどん兵衛には師弟関係を超えて実の親子のような感情を抱くようになる。噺を覚えられないとのことであったが、もともと頭はよく、服役中に刑務所図書館の落語本を読み漁り、ひたすら練習に打ち込んだところ完全に覚えられた（しかも人に聞かせるに足るレベルであった）ので、熱意と時間があれば覚えられる模様である。一度「どん兵衛」の名を襲名する話も上がったが、「師匠（どん兵衛）にもらったこの“小虎”という名が気に入っているから」という理由で断っている。高座にあがる際に着用している着物は、スペシャル版では一般的な素材だったが、連続ドラマ版ではドラゴンソーダの商品の生地同様メッシュ素材が用いられている。煙草は赤ラークを愛煙。携帯の着メロは『ジェームズボンドのテーマ』、出囃子は『仁義なき戦いのテーマ』。
谷中 竜二（やなか りゅうじ）
演 - 岡田准一
どん兵衛の次男。24歳。幼少の頃から落語の天才と言われ、中学卒業後にどん兵衛に弟子入りし落語一筋で将来を嘱望されていたが、とある事件がきっかけで噺家（噺家時代の高座名は林屋亭小竜（はやしやてい こたつ））を廃業し、もう一つの夢であった洋服屋「ドラゴンソーダ」を裏原宿で営む。しかし彼好みの服（カラーファスナーやメッシュや竜二オリジナルデザインの「ウラハラドラゴン」「タイガー&ドラゴン」を入れたブランド）がダサすぎて全く売れず、1日の売り上げが数百円程度と苦しい経営を強いられている。廃業した後も噺家の頃の癖が抜けず、普段の会話の中にも「笑い」を追求してしまう。竜二のファッションセンスを一部否定すると怒るが、逆に全否定すると弱気になる。キャラは濃いものの、なぜか存在感が薄く感じられてしまうらしく、よりによって意中の相手であるメグミになかなか名前を覚えてもらえない。タトゥーを入れた者達の話に加わるべく、自分も小さなタトゥーを入れてしまう。「ガンモ」や「音無響子」のモノマネが得意。煙草はアメリカンスピリットを愛飲。出囃子は『魔訶不思議アドベンチャー!』（アニメ『DRAGON BALL』主題歌）。後に再入門し、虎児が出所した後に真打昇進と共に七代目林屋亭どん兵衛を襲名する。

### 林屋亭
六代目 林屋亭 どん兵衛（はやしやてい どんべえ） / 谷中 正吉（やなか しょうきち）
演 - 西田敏行（大学時代：岡田准一）
前座の頃から古典落語一筋の昔気質な噺家で大御所ではあるが、新宿流星会にドラゴンソーダの開店資金である400万円の借金をしており、その縁で虎児と出会う。以降、虎児とは「師匠と弟子」でありながら「債務者と債権者」という奇妙な関係となる。日を追うごとに虎児とは親子にも似た絆を持つようになり、彼を家族の一員のように思うまでになる。高座に上がった時の堂々とした風格とは裏腹に、普段はとても気が小さい。明應大学落語研究会出身。出囃子は長唄『吉原雀』。
虎児が服役している間は彼の高座名を受け継ぎ2代目林屋亭小虎となり、出所した後は虎児に「小虎」を返上、林屋亭小猫と名乗る。
なお、先代は文化勲章を受章している。
谷中 小百合（やなか さゆり）
演 - 銀粉蝶
どん兵衛の愛妻。どん兵衛からは「サユリちゃん」、小虎をはじめ弟子たちからは「おかあさん」と呼ばれ慕われている。面倒見がよく、揉め事が嫌いで、親子喧嘩や兄弟喧嘩を見ると泣いてしまう。どん兵衛曰く「サユリちゃんを泣かす人間は誰だろうと許さない」。著名な講談師の娘で、自身は小唄の師匠でもある。
林屋亭 どん太（はやしやてい どんた） / 谷中 竜平（やなか りゅうへい）
演 - 阿部サダヲ
どん兵衛の長男で2児の父。竜二とは10歳も年が離れている兄である。小噺しか出来ないため、テレビのバラエティ番組で上島竜兵や出川哲朗のような「リアクション芸人」として活動し、仕事は選ばない。とある雑誌の「抱かれたくないタレントランキング」において、出川哲朗を抜きナンバーワンとなってしまったことに激しいショックを受ける。アフロヘアーが特徴だが、実はカツラであり地毛はサラサラ。林屋亭一門の若手中心に結成された「OH!喜利喜利ボーイズ」（おお ぎりぎりボーイズ）のリーダーでもある。どん兵衛に「今までで一番つまらない」と言わしめたギャグは、アイドル的存在のメグミを称したつもりの「谷中家のつぶつぶマスコット」。出囃子は『どんぐりころころ」。
谷中 鶴子（やなか つるこ）
演 - 猫背椿
どん太の妻。かつては「泣いて国際通りII」という曲で大ヒットを飛ばした売れっ子演歌歌手・浅草寺鶴子（せんそうじ つるこ）。どん太のつまらないギャグを盛り上げる笑い役で、時に見事なノリツッコミを披露する事も少なくない。亭主の性格をさすがと言えるほど把握しており、必要とあらばフォローする事も忘れない。
谷中家に偶然匿われる事になった田辺ヤスオの色男振りに、姑の小百合と共にメロメロになる。
谷中 沙耶（やなか さや）
演 - 江本花琳（3歳時）、椎名明音（6歳時）
どん太と鶴子の長女。愛称は「さやちゃん」。
谷中 太郎（やなか たろう）
演 - 森元悠登（乳児期）、江本花琳（3歳時）
第2話で誕生したどん太と鶴子の長男。どん太とは相反して天然パーマである。ちなみに沙耶（3歳時）を演じた江本花琳が演じている。
林屋亭 どん吉（はやしやてい どんきち）
演 - 春風亭昇太
30歳の時に山手線駅員から脱サラして林屋亭一門に入門し、10年で先輩のどん太より先に真打昇進した出世頭である。師匠どん兵衛同様、古典落語一筋のスタイルをとる。近所に住む3人の姉のガサツな振舞いを常日頃苦々しく思っており、極度の女性恐怖症に陥っているため、40歳独身で母と二人暮らし。それを心配するどん兵衛夫婦が何度も縁談を持ってくるが、全て断っている。出囃子は『デイビー・クロケット』（実際に春風亭昇太が使用している出囃子でもある）。
林屋亭 どんつく（はやしやてい どんつく）
演 - 星野源
どん兵衛の弟子で、坊主頭。あまり目立たない。どん太に馬鹿にされてムッとしたどん吉を常に諫める。どん太のつまらないギャグにも愛想笑い等のフォローを入れている。ドラマの途中で二つ目に昇進。
林屋亭 どんぶり（はやしやてい どんぶり）
演 - 深水元基
どん兵衛の弟子で、背が高い。どんつく同様あまり目立たない。兄弟子どん太の笑いは邪道として否定している。
林屋亭 うどん（はやしやてい うどん） / 村田 すすむ（むらた すすむ）
演 - 浅利陽介
林屋亭一番の若手で、未成年。どん兵衛が付けた高座名のはずなのに、紹介のたびに「名前何だっけ？」と問われ、名乗ると「変な名前だよね」とからかわれるのが、いわゆる『お約束のネタ』となっている（あくまでもネタであり、実際にはもちろん覚えてもらっている）。

### 新宿流星会
組長 / 中谷謙（なかたに けん）〈54〉
演 - 笑福亭鶴瓶（大学時代：長瀬智也）
昔気質のヤクザ（極道）家業であり、麻薬や拳銃売買を嫌っている。人情に厚く泣き上戸で、手下の面倒見もよく天涯孤独な虎児に対し、時には父親の顔をのぞかせることもある。若い衆にヨイショされるとついつい騙されてしまう性格の持ち主。怒るとかなり迫力があるが、息子や娘にはとても甘いという父親の顔を持つ。3年前に妻と死別し、現在は独り身である。どん兵衛とは大学時代からの長い付き合いでゴルフ仲間だが、互いの行き違いにより現在は犬猿の仲。出囃子は『新ラッパ』（笑福亭鶴瓶が使用している出囃子でもある）。
虎児の出所前後辺りに、小春と再婚する。
中谷 銀次郎（なかたに ぎんじろう）
演 - 塚本高史
組長の息子で二代目の座を約束されており、虎児の舎弟として修業中の身であると同時に、商学部に籍を置く大学4年生でもある。スカジャンにリーゼントスタイルが特徴。男として憧れの対象である虎児には何をやっても敵わないが、笑いについては虎児よりもレベルが上であると自他共に認めている。2歳年上の谷中竜二とは幼馴染みだが、父親同士の不仲からか馴染もうとはしない。新宿流星会の跡取りとしてすでに将来が決まっている為に何に対しても無気力で、やや引きこもり気味である。好物はカレー。携帯の着メロは「マツケンサンバ」。オープニングの出囃子は『男の勲章』。
日向 純一（ひゅうが じゅんいち）
演 - 宅間孝行
新宿流星会若頭にして虎児の兄貴分。天涯孤独の身であった虎児をヤクザにスカウトした。普段はクスリとも笑わない堅物だが、恋人・寿子の影響か、携帯メールでギャル文字を駆使したり、「～だもん」という語尾など、可愛い言葉遣いになる事もある。寿子からは「じゅんくん」と呼ばれている。
中谷 静（なかたに しずか）
演 - 伊藤修子
組長の娘で銀次郎の姉。組長から溺愛されている。弟曰く、顔・性格共に「微妙」。高校生の頃から六本木で夜遊びしまくっていた。若頭の日向とは以前に交際していたため、結婚を知って親娘ともども激しいショックを受ける。

### 寄席界隈
淡島 ゆきお（あわしま - ） / ジャンプ亭ジャンプ（じゃんぷてい じゃんぷ）
演 - 荒川良々
アマチュア落語のチャンピオンという経歴の落語マニア（落語おたくと呼ばれると怒る）で、自分の芸に絶対的な自信を持つ。古典落語を得意とする。一時期どん兵衛に弟子入りするが、すぐにどん兵衛の元を離れ、高田亭馬場彦の弟子となる。のちに「CLUB YO-SE」というクラブイベントを主催。上方漫才と林屋亭どん太のお笑いを毛嫌いしている。童貞。「饅頭怖い」の回のラストシーンから出演。いつも近鉄バファローズのキャップを被っている。
虎児が服役している間にどん太と同じ職場で働き始め、とある雑誌の「抱かれたくないタレントランキング」において、いつの間にかどん太を抜きナンバーワンとなってしまっていた。
辰夫（たつお）
演 - 尾美としのり
そば屋「そば辰」主人。通称は「辰っちゃん」。どん兵衛を贔屓にしており、高座の際には店を休むほどの熱の入れようである。メグミに惚れ、タトゥーを入れてしまった一人。40歳、バツイチ。江戸っ子気質で口調はべらんめえだが、実は岐阜県出身。オープニングの際の出囃子は『箱根八里の半次郎』。
半蔵（はんぞう）
演 - 半海一晃
おでん屋台「半蔵」主人。浅草寺宝蔵門の前で店を出しているが、ちょくちょく客に（屋台を含め）物品を壊されており、そのたびに弁償するよう叫んでいる。辰夫と同じくどん兵衛を贔屓にしており、足繁く寄席に通っている。
よしこ
演 - 松本じゅん
純喫茶「よしこ」ママ。辰夫・半蔵と同じくどん兵衛を贔屓にしている。服装と化粧が派手め。高音の笑い声を放つ。この店の一角で虎児はどん兵衛に授業料を払い、その直後に借金を取り立てている。
学（まなぶ）
演 - 洞口信也（クレイジーケンバンド）
浅草演芸ホールの掃除夫。竜二とは顔なじみ。
刈谷（かりや）
演 - 廣石恵一（クレイジーケンバンド）
会社をリストラされ新宿流星会から借金し虎児と銀次郎から追い込みをかけられるが、虎児の厚意により浅草演芸ホールで掃除夫として就職先を見つけてもらい、そこで借金を返すことに。連続ドラマ版から登場した人物。

### 竜二の関係者
リサ
演 - 蒼井優
「ドラゴンソーダ」で働く薄給のアルバイト従業員。店長である竜二のファッションセンスの無さに呆れており、二人の間で頻繁に繰り広げられる口論の際に鋭い切れのある蹴りを炸裂させている。少しでも店の売り上げを伸ばそうと、商品のドラゴンのプリント面を伏せて陳列するなどの工夫を欠かさない。性格はマメでそそっかしく、いささか暴力的である。男にのめり込みやすいが、見る目が無いためか男運は無い。酒好きで酒量は多く酒癖も悪い。本人曰く好きなものは「酒、男、メール、カラオケ、アンタッチャブル、牛乳プリン」。
第1話で銀次郎に一目惚れし、後に相思相愛の間柄となる。
チビT / タケシ
演 - 桐谷健太
常にサイズの小さいTシャツを着ている、竜二の友人。「ドラゴンソーダ」の近所にある中古レコード屋の店主で、夜はクラブでDJをしている。住まいは青山のアパートの一室で、押し入れの上下段をそれぞれ竜二と劉さんに貸して家賃を取っている。メグミに惚れ、タトゥーを入れてしまった一人。
劉さん（りゅうさん）
演 - 河本準一（次長課長、第5話 - ）
チビTの部屋（なおかつ竜二が住んでいる押入れの下の段）に下宿する中国人留学生。だいたいパンツ一丁であり、カタコトの日本語を話す。日本のヤクザが嫌い。当初はゲストとしてキャスティングされていたが、河本の演技を宮藤官九郎が気に入ったため出番が増え、準レギュラー化した。
竜二が再入門してチビTの部屋を去ってからは、押入れの上下段両方を生活スペースにしている。

### その他
メグミ
演 - 伊東美咲
その美貌により、多くの男を虜にして振り回す魔性の女。さらには美脚の持ち主でもあり、脚の長さを形容するのに「タラバガニ」とたとえられた。連続ドラマ版中盤から谷中家に平然と上がり込むようになっており、どん太曰く「谷中家のつぶつぶマスコット」的存在にもなっている。かなりの天然キャラなためか思った事を遠慮会釈なくズバズバ言い、余りの辛辣さゆえに竜二を落ち込ませることも少なくない。スペシャル版ではキャバクラ嬢をしており、メグミに惚れた男性客が多く翻弄された。勘違いをした客の男たちがこぞってメグミとお揃いのタトゥー（メグミはT、相手はMのイニシャルが入ったリンゴに矢が刺さったデザイン）を入れる騒動があった。スペシャル版のラストではとバスのガイドに転職している。姓は「沢田」（バスガイド業務中につけている名札より）。青森県出身。祖母（花原照子）がいたが、現在は亡くなっている。オープニングの際の出囃子は『魔女っ子メグちゃん』。

### ゲスト

#### スペシャル
田辺 ヤスオ（たなべ やすお）
演 - 北村一輝（第8話・第9話・最終話）
元々新宿流星会の一員だったが、組の資金を使い込んで東京を追放される。それにより足を洗ったはずだったが、カタギな職場でのラジオ体操の習慣などに嫌気がさし、元の世界に舞い戻り目黒ウルフ商会に籍をおく。手癖と女癖は最悪だが、かなりの色男であるため既婚・未婚を問わず女が一方的にメロメロになるのをダシにして、さらには口の上手さでちゃっかり転がす手腕は他の追随を許さない。キャバクラ嬢時代のメグミに惚れ、お揃いのタトゥーを入れたことがある。三重県出身で、両親は農業を営んでいる。
第9話で目黒ウルフ商会の資金を使い込み、懸賞金500万円を掛けられて逃亡している事が判明。哲也の死体を身代わりにして実家に帰り、そこで地元の女性と結婚した。しかしそそっかしさ故に、谷中家だけでなく力夫にも結婚報告のハガキを送ってしまう。なお、銀次郎が跡を継いだ頃にはなぜか再び新宿流星会に戻っている。
保（たもつ）
演 - 菅原大吉（第10話）
メグミの元夫。青森でリンゴ園を営んでいる。5年前にお見合いでメグミと再婚したが、昨年離婚している。
デス・キヨシ
演 - ヒロシ（第7話）
人気デスロックバンド「デス・ロマンティック」のボーカルだったが、脱退して五十六電気という会社で電気工になった。「DEATH」と書かれたブーツが命。自己紹介の際、「キヨシです…」と言う。
トシ
演 - GANXSTA D.X
裏原宿で一番有名な彫り氏。チビT、辰夫、田辺、輝比弧にメグミとお揃いのタトゥーを彫った。実は自分もメグミに惚れ、同じタトゥーを入れている。
輝比弧（てるひこ）
演 - HAYATO
時々K-1にも出ているキックボクサー。メグミに惚れ、タトゥーを入れてしまった一人。
年配の男
演 - 深沢敦
五十六電気のデス・キヨシの上司。ナンを食べたことがなく、食べ方がわからない。
おばちゃん
演 - 青木和代
カレー屋でデス・キヨシに声をかけ、サインをねだるおばちゃん。
祖母
演 - 花原照子
保の祖母。嫁に来たメグミを「お人形さんみたいだ、めごい」と可愛がる。メグミらに自宅で介護されていたが、92歳で死去する。
アナウンサー
演 - 石森則和
青森からお天気を知らせるアナウンサー。
大喜利出演
演 - 春風亭昇乃進、春風亭柳太郎、瀧川鯉太、昔昔亭慎太郎、昔昔亭健太郎

心中した家族の子ども
演 - 安保泰我
借金苦で一家心中した家族の生き残り。
- 東海孝之助

#### 第1話
刈谷 真弓（かりや まゆみ）
演 - 広岡由里子
刈谷の妻。
DJ ジュン （ディージェイ ジュン）
演 - YOU THE ROCK☆
リサの彼氏。竜二曰く、「DVの自称クラブDJ」。電話で自殺をほのめかし、リサにドラゴンソーダのレジの金をまた盗んできて欲しいとねだる。
巡査
演 - 金剛地武志
銀次郎が財布を落としたと言いに行く交番の警官。
アナウンサー
演 - 小林麻耶（TBSアナウンサー、第2話）

芸人
演 - 高寺裕司（第2話）、大賀セイ（第2話）、栢木匡孝（第2話）、熊本浩武（第2話・第7話・第8話）、成島敏晴（第2話・第7話・第8話）、三橋潔（第2話・第7話・第8話）

#### 第2話
利光寿子（としみつ としこ）〈18〉
演 - 松本まりか
高校を卒業したばかりで、日向と入籍する。組長にはどん太が大嫌いということになっているが、実は大ファン。
落語家
演 - 中山克己、菊地康二
どん吉の真打襲名披露に現れないどん太の陰口を叩いているのを、どん兵衛にとがめられる。
披露宴司会
演 - 仲田憲正
日向と寿子の結婚披露宴の司会者。

#### 第3話
BOSS片岡（ボス かたおか）
演 - 大森南朋
「原宿ストリートファッションの神様」といわれるトータルプロデューサー。多くのファッションブランドやイベントのプロデュースを手がけ、原宿では「コラボレーション」という言葉の生みの親ではないかとまで言われている。「ヤバい」「キテる」が口癖だが、ほとんどの場合ノリで言っている。
高田亭 馬場彦（たかだてい ばばひこ）
演 - 高田文夫（第7話・第10話・最終話）
ヨイショ（お世辞）が得意な噺家。己の弟子ですら褒めちぎってしまうため、「褒め殺しの馬場彦」の異名を持つ。飄々とした性格であり、純喫茶「よしこ」での会議中に平然とインベーダーゲームに興じている事も。ジャンプ亭ジャンプが門下に入ってからは、何かを提案するのを彼に任せて自分は他事をしている。
ディレクター
演 - 永田恵悟
BOSS片岡の取材をするディレクター。
クラブスタッフ
演 - 戯武尊
「ドラゴンナイト」を開催するクラブのスタッフ。竜二のデザインしたリストバンドをつけた虎児に、それでは入れないと足止めする。
アシスタント
演 - 高橋麻美

司会者
演 - 須藤悟
どん太が出演するテレビ番組「涙の再会SP」の司会者。

#### 第4話
水越 小春（みずこし こはる）
演 - 森下愛子（高校時代：伊東美咲）（最終話）
明應大学付属高校の落語クラブに入部し、指導していた大学部落研のどん兵衛、組長と出会う。その頃、ラブレターを貰っているが、30年経った今では差出人がどん兵衛なのか組長なのかわからなくなっている。
後に20歳年上の大学教授を追いかけて京都に行き結婚したが、夫は既に亡くなっている。どん兵衛は彼女の存在を小百合にひた隠しにしているが、実は内緒で小春とよく電話で話しており、仲が良い。
虎児の出所前後辺りに、組長と結婚する。

#### 第5話
上方 まるお（かみがた - ）
演 - 古田新太
いわゆる「どつき漫才」で人気を博した上方の夫婦漫才師「上方まりも・まるお」の「どつき」担当。寄席で彼らの漫才を見た虎児がその芸に惚れ込み、自発的に2人の売り込みをしている。酒に酔って暴力事件を起こし、3度服役しており、昨年末に出所しやっと謹慎が解けたばかり。一年半、酒を断っている。
兵庫県姫路市出身。父は借金を抱えて逃げ回り、母が水商売で育ててくれた。母に楽をさせようとボクシングを始めたが、デビュー戦が決まった日に母が首を吊って死亡。その10日後に父が車で海に突っ込んで亡くなっている。中学卒業後はキャバレーやストリップ劇場を転々とし、18歳でまりもと出会い、大阪に流れ着き漫才を始めた。
竜二とは幼い頃によく遊んであげた間柄。出囃子はDREAMS COME TRUEの『Eyes to me』。
上方まりも
演 - 清水ミチコ
まるおの妻。「上方まりも・まるお」の「どつかれ」担当。小百合に小唄を習っていた縁で、どん兵衛夫妻が2人の仲人をしている。
まるおの母
演 - 川俣しのぶ
夫の作った借金を返すために、女手一つで水商売をしながらまるおを育ててきた。だが、まるおのデビュー戦が決まった日に首吊り自殺している。両手を忍者のように組んで言うまるおの持ちギャグ「堪忍ニン!」は元々、彼女がまるおに謝る時の口癖だった。
看守
演 - 緋田康人
まるおが4度目の傷害事件で入所した刑務所の看守。まるおのギャグをスルーする。

#### 第6話
白石 克子（しらいし かつこ）〈35〉
演 - 薬師丸ひろ子
35歳独身の「負け犬」女。浪費癖のため多額の借金があり、新宿流星会から追い込みをかけられている。インターネットが趣味で、ブログに自分の情報を公開している。デパ地下の甘納豆屋の店員で、実家は名古屋の味噌カツ屋。合コンメンバーが1人減ったため、竜二に現地で声をかけられる。
ちなみに、克子が登場する第6話のオープニングで薬師丸が高座に上がっているが、こちらは克子とは別人の噺家という設定（しかし、DVDの字幕では白石克子となっている）。オープニングの際の出囃子は『セーラー服と機関銃』。
アサミ
演 - 岡田ひとみ
メグミの同僚で合コン参加者。好きな男性のタイプは面白い人。合コンの後はどん太とホテルの部屋に消えている。
マリエ
演 - 大西汐佳
メグミの同僚で合コン参加者。甘えん坊なので叱ってくれる男性が好き。合コンの後はジャンプとホテルのバーで飲んでいる。
アスカ
演 - 岩岡愛未
メグミの同僚で合コン参加者。筋肉のついた男性が大好物。合コンの後はうどんと卓球に興じている。
どん吉の母
演 - 島ひろ子
離婚しており、今はどん吉と2人暮らししている。地方巡業の際は一緒について行くほどどん吉と仲が良い。
どん吉の姉
演 - 池田貴美子、柳岡香里、吉利治美
実家の近くに住んでおり、よくどん吉たちを訪ねてくる。3人とも振る舞いがガサツなため、どん吉の女嫌いの一因になっている。
ランパブ嬢
演 - 桐生リサ、倖田梨紗、松本真南、神田ねおん、星川みなみ、水上亜矢奈、宮沢あいり
虎児が兄弟子たちを連れて行く、新宿流星会が経営している上野のランジェリーパブの嬢たち。

#### 第7話
柳亭 小しん（やなぎてい こしん）
演 - 小日向文世
「落語家芸能協会」の会長。古典落語の伝統を重んじる保守派で、堅物と評されている。お涙頂戴物の人情噺を得意とするが、高座で自分の噺に自分で涙するスタイルについては賛否両論ある。旧習を頑なに支持し新しいモノを絶対に認めないので、改革派の高田亭馬場彦と方針が対立している。また、竜二が落語界を去る原因を作った張本人でもあり、第7話オープニングでは竜二が好きな物を全否定している。同話の最後には竜二を認めたものの、虎児のことは認めぬまま終わっている（だが、拍手はしている）。出囃子は『野崎』。
マンガ喫茶店員
演 - 石川裕司
竜二とメグミがデートで来た漫画喫茶の店員。
洋品店店主
演 - 後藤康夫
市場価格68万円もするヴィンテージジーンズ「リーバイス S501XX（ダブルエックス）大戦モデル（1944年製）」を、たったの5千円で売っている浅草の洋品店の店主。
ガンモの声
声 - 杉山佳寿子

響子の声
声 - 島本須美

#### 第8話
金子 準（かねこ じゅん）
演 - 高岡蒼佑
交番勤務の警察官。銀次郎の幼馴染み。退屈な毎日に嫌気がさしており、Vシネマのような刺激的な出来事に憧れている。「ドラゴンソーダ」の洋服をこよなく愛しており、私服は必ずそれ。
神保組
演 - 村松卓矢、奥山裕典、湯山大一郎
新宿で今、勢いのある暴力団の組員。構成員は30人ほどだが、若い組員が日増しに増えている。
刑事
演 - 植松洋
神保組のヤサのガサ入れをする刑事。

#### 第9話
梶 力夫（かじ りきお）
演 - 橋本じゅん（第10話・最終話）
目黒ウルフ商会会長。かつて新宿流星会組長の舎弟であり、関西に進出したが結局は東京に戻り勢力を伸ばしている。関西弁を喋り、葉巻を愛用している。
新宿流星会を潰そうと暗躍するが、虎児と銀次郎に事務所に殴り込みをかけられ撃破された。目黒ウルフ商会はその後、力夫が銀次郎の舎弟になるという形で新宿流星会に吸収される。
哲也（てつや）
演 - 猪野学
目黒ウルフ商会構成員。自分から見て右に首を傾けながら「かしこまりっ!」と返事するのが癖で、部下にも強要している。舎弟の泰次には特に横暴な態度をとっており、何度も名前を「タイジ」と呼び間違えている。
ヤスオを殺して懸賞金をせしめようとするが、日頃の怒りを爆発させた泰次に撃ち殺され、死体はヤスオの身代わりにされた。泰次によると、ヤスオが来るまで組の資金を使い込んでいた上に泰次のせいにして言い逃れてただけでなく、ヤスオが組の資金を使い込んでいる事を力夫にチクった張本人だという。
泰次（やすじ）
演 - 少路勇介
目黒ウルフ商会構成員で、哲也の舎弟。生業によらず生真面目で、物腰が柔らかく礼儀正しい。力夫からは「幽霊」と呼ばれている。
ひょんな事から日頃の怒りを爆発させて哲也を撃ち殺し、ヤスオの逃亡に協力する事となる。「哲也が殺した」と言う手筈になっていたのに、そそっかしさ故に「自分が殺した」と言ってしまうが、どうにかごまかせた。力夫から懸賞金500万円を渡され『若頭（わかあたま）』の座を約束されたが、小虎の高座を聞き終えた後に自首した。
力夫の妻
演 - 真田ゆかり
田辺ヤスオとねんごろになるが、隠しカメラが設置されていて力夫にすぐバレる。

#### 第10話
リポーター
演 - 栗田直樹
虎児たちの目黒ウルフ商会へのカチコミをテレビで伝えるリポーター。
自殺志願者
演 - 小手伸也、村上寿、瀬戸将也、千代田信一
メグミがネットで知り合った男性たち。メグミはドライブだと思っていたが、実は自殺志願者の集うサイトで知り合っており、車で練炭自殺しようとしている人たち。

#### 最終話
アニータ
演 - Marcy Costa
辰夫の再婚相手。辰夫とは浅草サンバカーニバルで知り合った。蕎麦アレルギー。
呼び込み
演 - 吉永雄紀
バスガイドパブ「桃色バス」の呼び込み。
リポーター
演 - 青山栞美、小椙ミサ
どん兵衛の自宅に小虎の事件の取材につめかけるリポーター。

## スタッフ
- 脚本：宮藤官九郎
- 音楽：仲西匡
- 演出：金子文紀、片山修、坪井敏雄
- スペシャル版主題歌、連続ドラマオープニングテーマ及び挿入歌：クレイジーケンバンド「タイガー&ドラゴン」(サブスタンス)
- 連続ドラマ版主題歌：V6「UTAO-UTAO」(avex trax)
- 演出補：坪井敏雄、高成麻畝子、川嶋龍太郎、田中大二朗、山田昌伸、渡部篤史
- 落語監修：春風亭昇太
- 記録：大蔵尭子、金子洋子
- スタントコーディネート：玉寄兼一郎、カラサワイサオ、山田一善
- 制作担当：真野清文、花山信大
- 制作主任：高橋輝光、佐藤文隆
- 制作進行：福澤大輔、小島健太郎、小島好賜子
- 番組デスク：小澤通子
- 番組宣伝：青山仁美
- インターネット担当：大前由喜、小林典子
- スチール：三浦隆穂、大木道明
- 車輌：奥山武司、菅野圭一
- 音楽プロデューサー：志田博英
- 音響効果：亀森素子、山口将史、谷口広紀
- MA：安達章介、飯塚大樹
- 都々逸指導：春風亭美由紀
- 出囃子：福岡民江、稲葉千秋
- 撮影：山中敏康、大西正伸、清水優次、早坂大志、高場功、浦裕樹
- SW：高田裕、近江正彦
- CA：松下宗生
- 照明：田淵博、佐川司、佐藤友泰、肥沼敏明、森田典光、赤羽洋介
- 映像：木部伸一郎
- 音声：妹川英明、乙部直樹、小岩英樹、那須敏洋、臼井久雄
- 編集：曽根原護
- オンライン編集：石上淳、佐藤政幸
- CG：田中浩征、越智忍、星川純一郎、成田純子、中村淳
- タイトルCG：保坂久美子、鶴田隆
- 美術：永田周太郎
- 美術デザイン：中村香苗
- 美術制作：やすもとたかのぶ
- 装置：館山道雄
- 操作：工藤健太郎、前山幸信、増田和博
- 装飾：宮代政明、山田孝太郎、山本直樹、矢島怜
- コスチューム：小木田浩次、武内修、綿貫奈保子
- ヘアメイク：中田マリ子、藤井裕子、小川玲奈
- 床山：志賀章、清水康雄
- 持道具：小沢友香
- イルミネーション：三沢靖明
- 建具：大崎健一
- 植木装飾：宍戸康文
- 生花：遠山徹
- タイトル題字：柚香
- プロデューサー：磯山晶
- プロデューサー補：木村政和、利光佐和子
- 技術：東通
- 制作：TBSテレビ
- 製作著作：TBS

## 放送日程
スペシャル
| 放送日       | 演目                         | オープニング担当 | 演出     | 視聴率 |
| ------------ | ---------------------------- | ---------------- | -------- | ------ |
| 2005年1月9日 | 三枚起請（さんまいきしょう） | 林屋亭どん吉     | 金子文紀 | 15.5%  |

連続ドラマ
| 各回                                                       | 放送日        | 演目                           | オープニング担当   | 演出     | 視聴率 |
| ---------------------------------------------------------- | ------------- | ------------------------------ | ------------------ | -------- | ------ |
| 第1話                                                      | 2005年4月15日 | 芝浜（しばはま）               | 林屋亭小虎         | 金子文紀 | 16.2%  |
| 第2話                                                      | 4月22日       | 饅頭怖い（まんじゅうこわい）   | 林屋亭どん太       | 金子文紀 | 14.1%  |
| 第3話                                                      | 4月29日       | 茶の湯（ちゃのゆ）             | 中谷銀次郎         | 片山修   | 13.2%  |
| 第4話                                                      | 5月06日       | 権助提灯（ごんすけちょうちん） | 辰夫               | 片山修   | 12.8%  |
| 第5話                                                      | 5月13日       | 厩火事（うまやかじ）           | メグミ             | 金子文紀 | 12.4%  |
| 第6話                                                      | 5月20日       | 明烏（あけがらす）             | 白石克子？         | 坪井敏雄 | 12.5%  |
| 第7話                                                      | 5月27日       | 猫の皿（ねこのさら）           | 柳亭小しん         | 片山修   | 11.9%  |
| 第8話                                                      | 6月03日       | 出来心（できごころ）           | ジャンプ亭ジャンプ | 金子文紀 | 11.3%  |
| 第9話                                                      | 6月10日       | 粗忽長屋（そこつながや）       | 組長               | 坪井敏雄 | 12.6%  |
| 第10話                                                     | 6月17日       | 品川心中（しながわしんじゅう） | 林屋亭どん兵衛     | 片山修   | 12.0%  |
| 最終話                                                     | 6月24日       | 子は鎹（こはかすがい）         | 林屋亭小竜         | 金子文紀 | 11.6%  |
| 平均視聴率 12.8%（視聴率は関東地区・ビデオリサーチ社調べ） |               |                                |                    |          |        |

## その他
- 主な舞台となっている場所は、どん兵衛の自宅や演芸場のある浅草や、竜二が経営する「ドラゴンソーダ」がある原宿[32]。
- ドラマの主要な舞台のひとつ、林屋亭の面々が上る寄席の会場は浅草演芸ホール。場内には桟敷席があり、新宿末廣亭をモデルとしてスタジオに組まれたセットである。
- このドラマが進行している最中に、ボーダフォン 日本法人（現ソフトバンクモバイル）のイメージキャラクターとして伊東美咲と岡田准一が決まった。なお、劇中に使われる携帯電話および番組スポンサーはボーダフォンだった。
- また、西田敏行も2006年に行われた上方落語協会の『彦八まつり』で桂小枝からの誘いを受け、丹波哲郎と三国連太郎との会話を基にした創作落語を披露した。
- 第49回ブルーリボン賞では、岡田准一と蒼井優がそれぞれ主演男優賞・主演女優賞でノミネートされた。
- 2005年6月にテレビ雑誌が実施した、2005年4月 - 6月期のドラマ満足度調査では第1位を獲得、またオリコン集計、2005年ドラマ満足度ランキングでは第2位を獲得した。
- 長瀬智也と岡田准一との共演は、ドラマ『D×D』（日本テレビ）以来。
- このドラマを機に、若者が落語を聴くようになったという話もあったようで、実際に『笑点』（日本テレビ）の視聴率も上昇した。またこのドラマの放映から半年後の2006年1月1日には、長瀬智也が『大笑点』で落語（演題は「初天神」。三遊亭楽太郎（六代目三遊亭圓楽）が指導）を演じた[注 7]。ただし日本テレビでの放映のために、林屋亭小虎としては演じていなかった。また後の回では、本作で落語指導を務めた昇太と長瀬による競演落語「ちりとてちん」も披露され、長瀬がちりとてちんを食べて目を白黒させる珍演技を行い会場を沸かせた。
- TBS系列局が無い秋田県では日本テレビ系列の秋田放送で2005年の10月から12月と2013年の年末年始(再放送)に放送された。